# Matt Parry
Matt Parry (Cardiff, 1994. január 14. –) brit autóversenyző, jelenleg a GP3-as Koiranen GP pilótája.

## Eredmények

### Teljes GP3-as eredménylistája
(Táblázat értelmezése)

(Félkövér: pole-pozícióból indult; dőlt: leggyorsabb kört futott) 

| Év   | Csapat      | 1          | 2          | 3          | 4         | 5         | 6          | 7         | 8         | 9          | 10         | 11          | 12         | 13        | 14         | 15         | 16        | 17         | 18         | Helyezés | Pont |
| ---- | ----------- | ---------- | ---------- | ---------- | --------- | --------- | ---------- | --------- | --------- | ---------- | ---------- | ----------- | ---------- | --------- | ---------- | ---------- | --------- | ---------- | ---------- | -------- | ---- |
| 2015 | Koiranen GP | ESP FEA 13 | ESP SPR 9  | AUT FEA 13 | AUT SPR 7 | GBR FEA 3 | GBR SPR 5  | HUN FEA 5 | HUN SPR 3 | BEL FEA Ki | BEL SPR Ki | ITA FEA Kiz | ITA SPR Ki | RUS FEA 7 | RUS SPR Ki | BHR FEA 11 | BHR SPR 3 | ABU FEA 6  | ABU SPR 24 | 8.       | 67   |
| 2016 | Koiranen GP | ESP FEA 12 | ESP SPR 20 | AUT FEA 6  | AUT SPR 7 | GBR FEA 4 | GBR SPR 16 | HUN FEA 1 | HUN SPR 5 | GER FEA 3  | GER SPR 7  | SPA FEA Ki  | SPA SPR Ki | MNZ FEA 9 | MNZ SPR 17 | SEP FEA 9  | SEP SPR 4 | ABU FEA Ki | ABU SPR 12 | 9.       | 82   |

* A szezon jelenleg is zajlik.